# うしかい座38番星
うしかい座38番星（うしかいざ38ばんせい、38 Boo / 38 Boötis）は、うしかい座の恒星で6等星。

## 名称
固有名のMergaは、ラテン語で「曲刃鎌」を意味する言葉に由来する。これは、ルネサンス期に「牛飼いが杖を持っている反対側の手に鎌を持っていた古い文献がある」として議論になったことに因んでおり、後に38番星の名称とされるようになった。2016年9月12日に国際天文学連合の恒星の命名に関するワーキンググループ (Working Group on Star Names, WGSN) は、Merga をうしかい座38番星の固有名として承認した。